# Annick Lepetit
Pour les articles homonymes, voir Lepetit.
Annick Lepetit est une femme politique française, née le 31 mars 1958 à Boulogne-Billancourt (Hauts-de-Seine). Elle est ancienne députée de la 3e circonscription de Paris, et ancienne porte-parole du groupe socialiste à l'Assemblée nationale et membre du Conseil de Paris.

## Biographie

### Origines et études
Licenciée en histoire et diplômée du Centre de perfectionnement des journalistes (CPJ), elle rejoint le Parti socialiste en 1983 au côté de Bertrand Delanoë, alors porte-parole et député de Paris. Elle poursuit sa vie professionnelle comme conseillère dans différents ministères puis au sein de l’Association pour la formation professionnelle des adultes (AFPA).

### Carrière politique
Annick Lepetit vit dans le 18e arrondissement depuis 1985.

#### De la mairie du18earrondissementà la députation
En 1995, Annick Lepetit devient adjointe au maire du 18e arrondissement chargée de la vie associative et de la démocratie locale.
Maire du 18e arrondissement à l'issue des élections municipales de mars 2001, en remplacement du ministre de l'Intérieur Daniel Vaillant (qui avait dû démissionner de son mandat pour se conformer à la règle non-écrite édictée par Lionel Jospin de non-cumul entre fonction exécutive et ministérielle), elle est ensuite élue, le 16 juin 2002, députée de la 17e circonscription de Paris (essentiellement dans le 17e arrondissement et une partie mineure du 18e), pour la XIIe législature (2002-2007). Son élection est annulée par une décision du Conseil Constitutionnel le 21 novembre 2002 en raison d’affiches diffamatoires posées la veille du scrutin sur les panneaux électoraux de l’un des candidats, défavorables au candidat de l'UMP, Patrick Stefanini. Réélue avec une large avance face à son adversaire le 2 février 2003, elle fait partie du groupe socialiste ; elle cède le mois suivant son mandat de maire du 18e arrondissement à Daniel Vaillant.
Porte-parole du Parti socialiste de 2003 à 2005, Annick Lepetit est, depuis le Congrès du Mans en novembre 2005, secrétaire nationale pour le logement, domaine dans lequel elle s’est spécialisée avec les transports parisiens.

#### Réélection
Lors des élections législatives des 10 et 17 juin 2007, elle est réélue le 17 juin 2007 avec 56,2 % des voix face à Brigitte Kuster (UMP).
Dans le cadre des élections municipales de 2008 à Paris, Bertrand Delanoë fait d'Annick Lepetit sa porte-parole, en compagnie d'Anne Hidalgo. Annick Lepetit est également désignée par les militants du parti socialiste du 17e arrondissement comme tête de liste socialiste dans l'arrondissement dirigé par Françoise de Panafieu. Bien qu'en forte progression, sa liste ne réussit pas à emporter la majorité des suffrages et voit l'arrondissement demeurer à droite, avec Brigitte Kuster pour maire. À la suite de sa réélection, Bertrand Delanoë la nomme adjointe au Maire de Paris chargée des transports, des déplacements et de l'espace public. Dans le cadre de sa délégation, elle pilote de nombreux projets dont la réhabilitation de la Place de la République ou le lancement d'Autolib, en décembre 2011.
Dans ce qui est devenu, après le redécoupage électoral, la 3e circonscription de Paris, elle est réélue députée lors des élections législatives de 2012 avec 59,8 % des voix face à Valérie Paparemborde (UMP). Elle est nommée, en juillet, porte-parole du groupe socialiste à l'Assemblée nationale. À la suite de sa réélection, elle décide de se consacrer pleinement à son mandat de députée de la nouvelle majorité en démissionnant de ses fonctions d'adjointe auprès de Bertrand Delanoë. Elle est remplacée par Julien Bargeton.
En novembre 2012, elle succède à Anne Hidalgo en tant que présidente de la Société publique locale d'aménagement Paris-Batignolles Aménagement, qui conduit, pour la Ville de Paris, l'opération d'aménagement de l'écoquartier Clichy-Batignolles.
Le 10 octobre 2013, elle est reconduite comme tête de liste PS dans le 17e arrondissement pour les élections municipales de 2014 à Paris. Elle est battue le 23 mars 2014 par Brigitte Kuster, maire sortante du 17e arrondissement réélue dès le premier tour, mais reste conseillère de Paris.
Candidate à sa réélection lors des élections législatives de 2017, elle est battue dès le premier tour.

## Mandats

### Mandats en cours
- Conseillère de Paris du 17e arrondissement

### Anciens mandats
Mandats municipaux
- 19 mars 1995 - 18 mars 2001 : adjointe au maire du 18e arrondissement, chargée de la vie associative
- 19 mars 2001 - 9 mars 2003 : maire du 18e arrondissement ; après la victoire de la gauche aux élections municipales de 2001, elle succède à Daniel Vaillant, ministre de l’intérieur, à qui elle laisse son fauteuil en mars 2003.
- 9 mars 2003 - 16 mars 2008 : 1re adjointe au maire du 18e arrondissement

Mandats régionaux
- 16 mars 1998 - 28 mars 2004 : conseillère régionale d'Île-de-France

Mandats nationaux
- 19 juin 2002 - 21 novembre 2002 : députée de la 17e circonscription de Paris
- 3 février 2003 - 20 juin 2017 : députée de la 17e circonscription de Paris jusqu'en 2012, puis de la 3e circonscription de Paris jusqu'en 2017